# Наступного дня
«Наступного дня» (англ. The Day After) — американський апокаліптичний телефільм-катастрофа, показаний 20 листопада 1983 р. на телеканалі ABC. Його першу трансляцію подивилися більш ніж 100 мільйонів осіб.
Сюжет фільму розгортається навколо вигаданої війни збройних сил НАТО та країн Варшавського договору, яка швидко переростає в повномасштабний обмін ядерними ударами між США і Радянським Союзом. Сама дія фокусується на жителях Лоуренсу (штат Канзас), Канзас-Сіті (штат Міссурі) та кількох сімейних ферм, розташованих поруч з ядерними ракетними шахтами.
У фільмі знімалися: Джобет Вільямс, Стів Гуттенберг, Джон Каллум, Джейсон Робардс і Джон Літгоу. Сценаристом став Едвард Х'юм, продюсером — Роберт Папазян і режисером — Ніколас Мейєр. Вийшов на DVD 18 травня 2004 р. за підтримки MGM.
Унікальність цього західного фільму в тому, що знятий під час Холодної війни, він транслювався на державному телебаченні Радянського Союзу в 1987 році.

## Сюжет

### Довоєнні події
Хронологія подій, що призвели до війни, зображується суто через телепередачі та радіоновини. Радянський Союз починає нарощувати військову потужність у Східній Німеччині з метою залякати Сполучені Штати та змусити їх покинути Західний Берлін. Коли США не відступають, радянські танкові дивізії вирушають на кордон між Західною і Східною Німеччиною.
Наприкінці пізньої години на п'ятницю, 15 вересня, випуски новин повідомляють про «широкомасштабне повстання кількох дивізій армії Східної Німеччини». В результаті СРСР блокує Західний Берлін. США ставлять ультиматум: Радянський Союз повинен зняти блокаду до шостої години ранку наступного дня, інакше цю агресію буде інтерпретовано як акт війни. СРСР відмовляється, Президент Сполучених Штатів оголошує для Збройних сил США в усьому світі II рівень небезпеки DEFCON.
У суботу, 16 вересня, сили НАТО у Західній Німеччині спричиняють вторгнення у Східну через КПП Хельмштедт з метою звільнити Берлін. Радянські військовики утримують мерінборнський коридор і завдають важких втрат натівським військам. Двоє радянських МіГи-25 роблять прогалину в західнонімецькому повітряному просторі та бомбардують об'єкти НАТО для зберігання боєприпасів, також паралельно зруйнувавши школу і лікарню. Далі по радіо заявляють, що Москва наразі евакуйована. Великі міста США також починають масову евакуацію. Незабаром лунають непідтверджені повідомлення, що ядерна зброя застосована у Вісбадені та Франкфурті, у Перській затоці спалахує військово-морська війна, радіозвіти говорять про затоплення кораблів з обох боків.
Радянська Армія досягає Рейну. Прагнучи не допустити вторгнення радянських військ до Франції та падіння Західної Європи, НАТО зупиняє наступ збройних сил СРСР, скинувши на них три малопотужних заряди тактичної ядерної зброї. У відповідь наноситься ядерний удар по штаб-квартирі НАТО в Брюсселі. Стратегічне авіаційне командування США починає підіймати бомбардувальники B-52.
Після першого обміну ядерними ударами в Європі Сполучені Штати вводять у дію політику «зустрічного удару у відповідь», яка запустить повномасштабний ядерний напад на Радянський Союз, якщо США побачать, що СРСР готується зробити те ж саме.
Радянські ВПС знищують станцію системи дальнього виявлення балістичних ракет Королівських військово-повітряних сил Великої Британії у Вілінгдейлі й іншу базу ВПС США у Белі, Каліфорнія. Тим часом на борт Boeing EC-135 надходить наказ від президента Сполучених Штатів завдати повного ядерного удару по Радянському Союзу. Майже одночасно офіцер ВПС отримує звіт, що стався масивний радянський ядерний напад на США, заявивши, що «32 цілі в треку, 10 потрапляють в молоко». Інший льотчик отримує звіт, що понад 300 радянських МБР є вхідними. У фільмі неясно, Радянський Союз чи Сполучені Штати запускають спершу основну ядерну атаку.
Перший залп радянського ядерного нападу потрапляє по центральній частині США (як показано з точки зору мешканців Канзасу і заходу Міссурі) відбувається о 3:38 вечора за центрально-літнім часом, спричинивши ядерний гриб на великій висоті над Канзас-Сіті, штатом Міссурі. Це створює електромагнітний імпульс, який відключає оборонні озброєння, що охоплюють сусідні Minuteman III з ракетних шахт Whiteman AFB. Тридцять секунд потому радянські МБР починають удари по військових і цивільних цілях, зокрема Канзас-Сіті. Седалія, Міссурі, всі шляхи на південь на Ельдорадо-Спрінгс покриваються шаром землі, що підійняла ядерна зброя.
Міста Америки, військові та промислові бази сильно пошкоджені або зруйновані. Наслідки зображує центральна частина США у вигляді почорнілих пусток згорілих міст, населення, яке потерпає через опіки та радіацію. Американський президент виступає зі зверненням по радіо, в якому він заявляє про припинення вогню між США і Радянським Союзом, оскільки останній потерпає від схожих ушкоджень.

### Сюжет
Історія концентрується на кількох громадянах і тих, з якими вони стикаються після ядерної атаки на Лоуренс, штат Канзас, і Канзас-Сіті, штат Міссурі. Оповідна структура фільму представлена як до і після сюжетна лінія першого півріччя з введення різних персонажів і їх історій. Центральна частина є переказом подій ядерної катастрофи. У другій половині фільму показано вплив на людей ціє самої катастрофи.
Доктор Рассел Оукс (Джейсон Робардс) живе у верхньому Бруксайді зі своєю дружиною та працює в лікарні в центрі міста Канзас-Сіті. Заплановано, що він буде вчити гематології клас в університеті Канзасу. Знаходячись у дорозі, він чує тривожну екстрену радіопередачу системи сповіщення у своєму автомобілі. Він з'їжджає з переповненого шосе та робить спроби зв'язатися зі своєю дружиною, але відмовляється від цієї ідеї через неймовірно довгу чергу у телефонній будці. Оукс направляється назад додому, починається ядерна атака, і в Канзас-Сіті, охопленого панікою, у повітрі чується звук сирени. Автомобіль Оукса остаточно вийшов з ладу через електромагнітний імпульс, як і всі механічні транспортні засоби та електрика. Оукс знаходився приблизно за 30 кілометрів від центру міста, коли туди потрапили ракети. Його сім'я, багато колег і мільйони інших людей вбиті. Він іде до Лоуренса, що в десяти милях, і в університетській клініці лікує поранених з доктором Семом Хачія (Калвін Юнг) та медсестрою Бавер (Джобет Вільямс). Також в університеті професор Джо Хакслі (Джон Літгоу) і студенти використовують лічильник Гейгера, щоб стежити за рівнем ядерних опадів. Вони будують тимчасові радіо, щоб підтримувати контакт з доктором Оуксом у лікарні, а також, щоб знайти будь-кого, хто вижив за межами міста.

## Виробництво

### Знімання
Знімання почали в понеділок 16 серпня 1982 р. на фермі на захід від Лоуренса.

### Музика
Композитор Девід Раксін написав оригінальну музику і адаптував музику з х/ф Річка. Хоча він записав трохи менше 30 хвилин музики, більша частина була відредагована у кінцевому підсумку.

## Реакція
Під час оригінальної трансляції фільму (неділя, 20 листопада 1983) філії ABC і місцеве телебачення відкрили гарячі лінії 1-800 з консультантами напоготові. Були організовані дебати у прямому ефірі, де були вчений Карл Саган, колишній держсекретар Генрі Кіссінджер, колишній міністр оборони Роберт Макнамара, генерал Брент Скоукрофт і консервативний письменник Вільям Ф. Баклі-молодший. Саган виступав проти поширення ядерної зброї, у той час як Баклі імпонувала концепція ядерного стримування.
Загалом фільм викликав багато політичних дискусій. За спецефекти і реалістичне зображення ядерної війни фільм отримав дванадцять номінацій Еммі і виграв дві премії Еммі.